# Panteón de Hombres Ilustres
Il Panteón de Hombres Ilustres (Pantheon degli uomini illustri) è un edificio di culto in stile neomedioevale destinato alla sepoltura dei personaggi famosi spagnoli che si trova a Madrid. 
Fu edificato nel 1891 dall'architetto Fernando Arbós y Tremanti.
Il chiostro interno del cimitero fu realizzato ad imitazione del Camposanto monumentale di Pisa.

## Collegamenti esterni

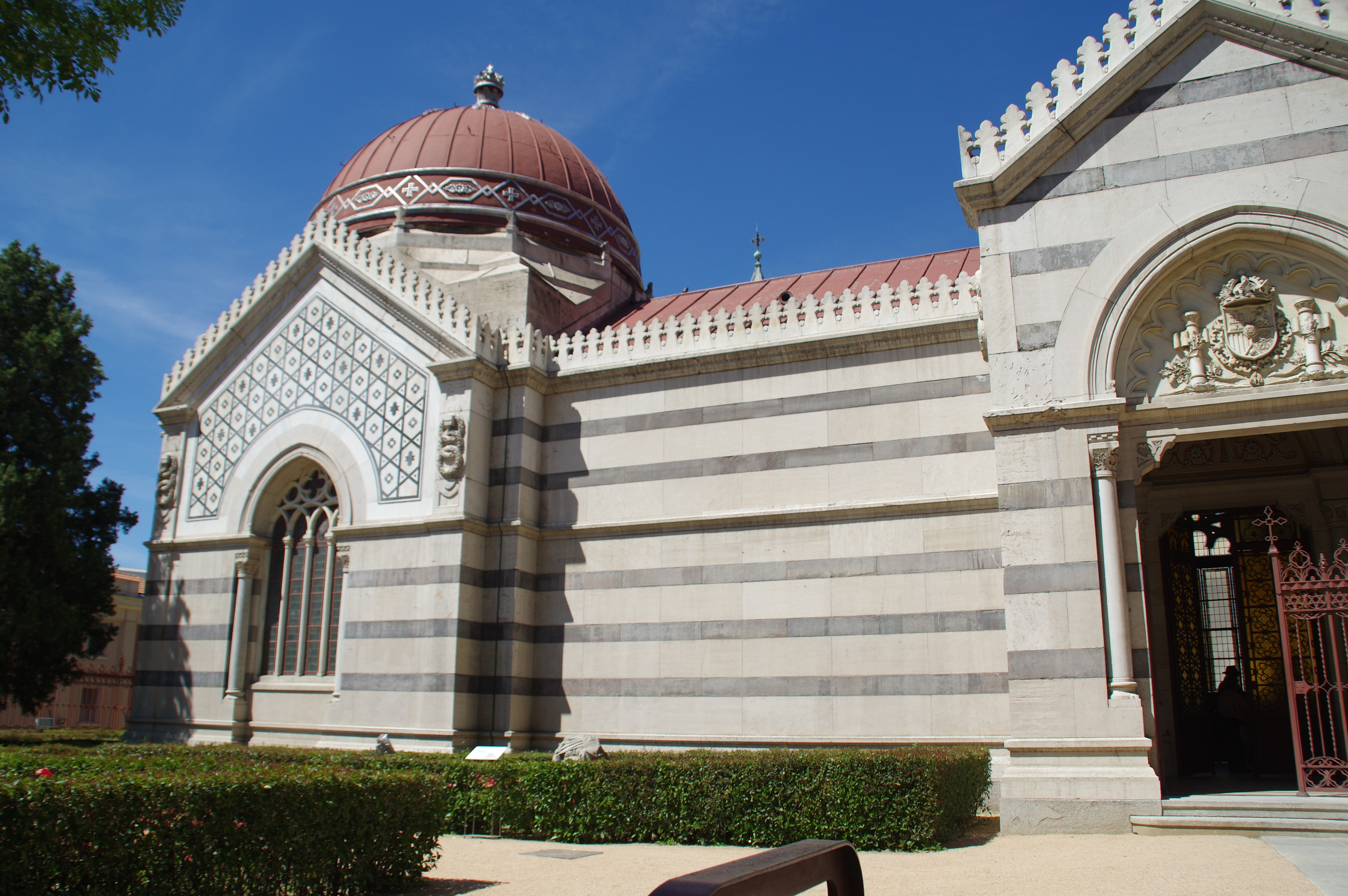
Esterno

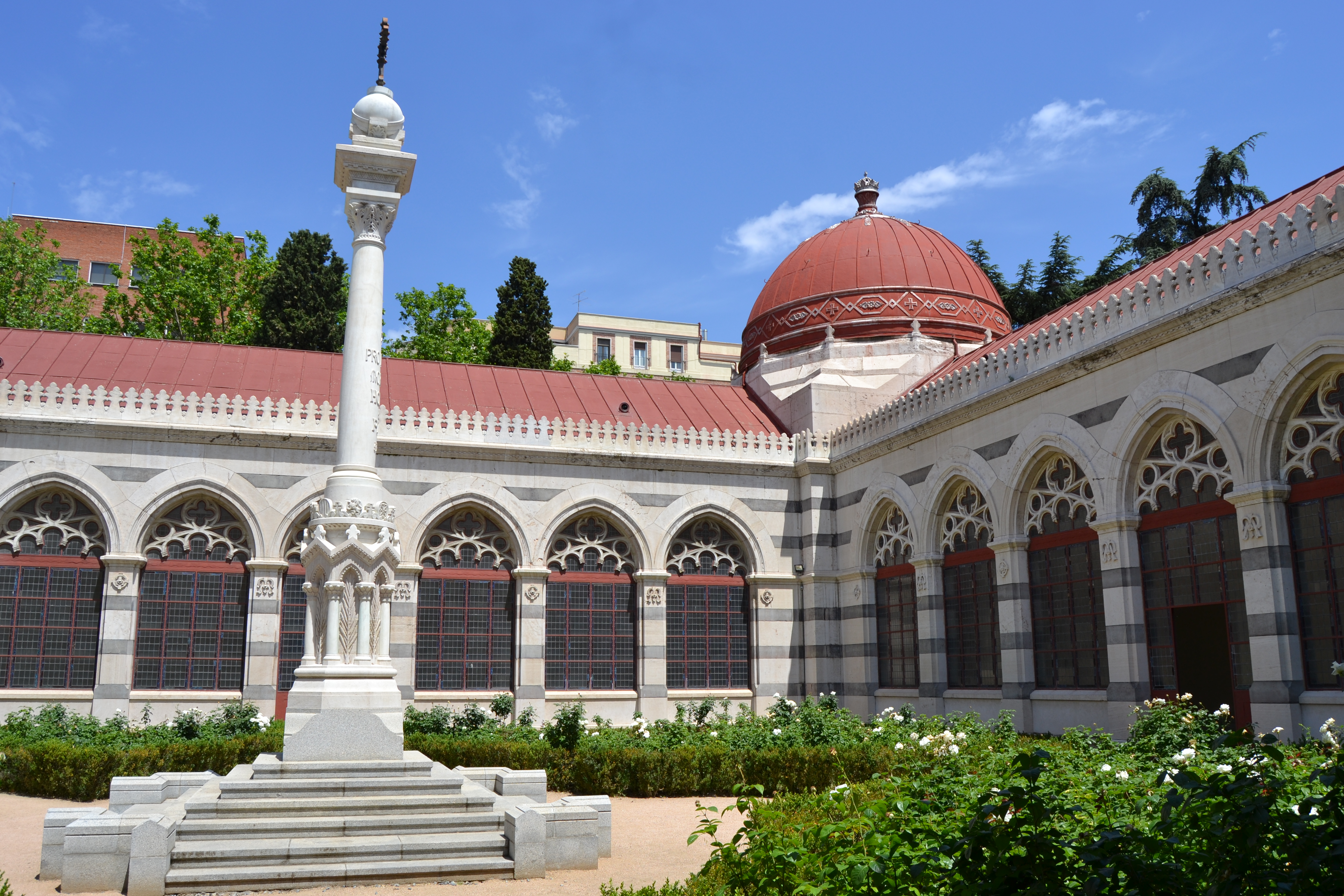
Chiostro interno

## Sepolture illustri
- Leandro Fernández de Moratín
- Francisco Martínez de la Rosa
- Juan Álvarez Mendizábal
- Agustín Argüelles
- José María Calatrava
- Práxedes Mateo Sagasta
- Antonio Cánovas del Castillo
- Eduardo Dato Iradier
- José Canalejas Méndez